# Freyella breviispina
Freyella breviispina är en sjöstjärneart som först beskrevs av Hubert Lyman Clark 1920.  Freyella breviispina ingår i släktet Freyella och familjen Freyellidae. Inga underarter finns listade i Catalogue of Life.